# Ferrocarril Larmanjat de Sintra
El Ferrocarril Larmanjat de Sintra fue una vía ferroviaria en monocarril (Larmanjat) que unía Lisboa (Portas do Rego) a Sintra, en una extensión total de 26 km, habiendo funcionado entre 1873 y 1877.

## Historia

### Larmanjat en Portugal
En 1868, el Duque de Saldanha, que se encontraba en aquel momento en Francia, tuvo la oportunidad de presenciar una demostración del sistema ferroviario Larmanjat, habiendo participado el mismo en una viaje experimental, en los alrededores de París, entre Raincy y Montfermeil.
El Duque de Saldanha, un entusiasta del ferrocarril, vio en el sistema Larmanjat, más económico que el tradicional, la solución para un red suburbana de transporte ferroviario para Lisboa. Formó la “Lisbon Steam Tramways Company”. para explotación, en Lisboa, del sistema Larmanjat.

### Ferrocarril Larmanjat de Sintra
El 11 de julio de 1871, el Duque de Saldanha obtuvo licencia para establecer un ferrocarril entre Lisboa y Sintra.
El 2 de julio de 1873, a las 9 horas, fue inaugurada la línea de Sintra. Para realizar este recorrido la locomotora necesitaba 1 hora y 55 minutos.
La apertura al público fue realizada 3 días después. La línea de Sintra, con 26 km de extensión, tenía como estaciones: Porta do Rego, Sete Rios, Benfica, Porcalhota (Amadora), Ponte de Carenque, Queluz, Cacém, Río de Mouro, Ranholas y Sintra.
Las composiciones estaban compuestas por vagones de 1ª y 3ª clases. Los precios eran de 550 y 400 reales respectivamente.
Los descarrilamientos constantes, las averías sucesivas, las quejas frecuentes de los pasajeros y los grandes atrasos hizo que muchos volviesen a optar por las diligencias, a pesar de que estas eran más deficitarias.
Fueron infructíferas las tentativas para captar pasajeros (más horarios y precios más bajos), por lo que el servicio fue suspendido el 8 de abril de 1875. Siendo retomado más tarde, sin éxito, cerró definitivamente en 1877, con la quiebra de la “Lisbon Steam Tramways Company”.

## Características del Larmanjat
La designación "Larmanjat", se debe a su creador el Ingeniero Mecánico francés Jean Larmanjat.
Al contrario que los tradicionales dos carriles paralelos, el sistema Larmanjat se basaba en un único carril, en el cual encajaban ruedas localizadas en el eje central de la locomotora a vapor y de los vagones. Para que la composición no se tumbase existían también ruedas laterales de apoyo que deberían asentarse en una superficie plana, preferentemente pasarelas de madera colocadas paralelamente al carril en ambos lados.
Era, por ello, un sistema más económico pues circulaba por las rutas, no necesitando, por tanto, de camino propio.